# Agabus hozgargantae
Agabus hozgargantae е вид бръмбар от семейство Dytiscidae. Видът е застрашен от изчезване.

## Разпространение
Разпространен е в Испания.